# Galepsus bipunctatus
Galepsus bipunctatus es una especie de mantis de la familia Tarachodidae.

## Distribución geográfica
Se encuentra en Mozambique y  Natal,  y Transvaal en (Sudáfrica).